# David Hobson
David Hobson (Ballarat, 18 novembre 1960) è un tenore e compositore australiano.

## Biografia
Nato a Ballarat, in Australia, Hobson ha cantato da bambino con cori di chiese, scuole e gruppi musicali locali, ma non era ancora formato a livello vocale quando si esibiva come cantante solista e bassista con gruppi rock mentre studiava all'Università di Melbourne. Tuttavia, nonostante la mancanza di un demo-tape di Macbeth (vedi sotto) fu invitato a unirsi alla Victoria State Opera, sostituendo il ruolo di Frederic nella versione di Joseph Papp (Broadway) di The Pirates of Penzance della VSO nel 1986. Ciò lo portò a diventare un membro del programma Young Artists della compagnia e fare il suo esordio come Rodolfo in una produzione del tour di un paese vittoriano de La bohème nel 1987. Nel 1988 fece il suo esordio con The Australian Opera (ora Opera Australia) quando creò il ruolo di Lawrence nella prima mondiale dell'opera Whitsunday di Brian Howard.
È il compositore di Macbeth (un pezzo di teatro musicale del 1985), Remembering Rosie (opera da camera del 2001), The Loch Ard Suite (per l'installazione di luci/suoni del 2002 di Shipwrecked a Warrnambool) e la colonna sonora pluripremiata del 2004 per il film australiano One Perfect Day, oltre a una serie di canzoni tra cui Inside This Room e la canzone del titolo di One Perfect Day.

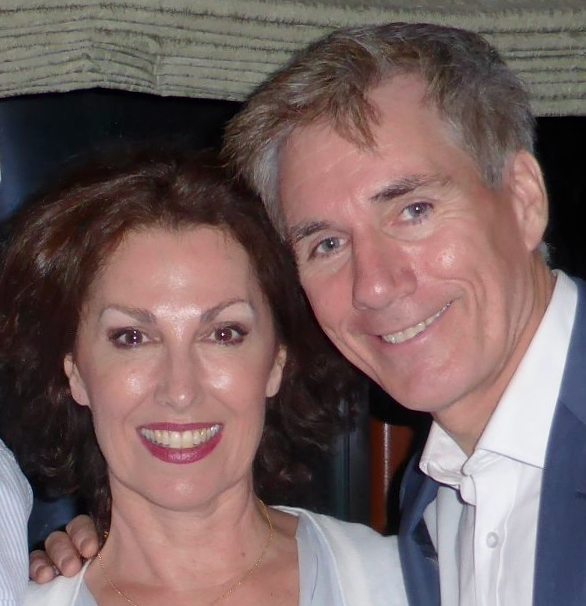
Cheryl Barker e Hobson, 2014

Nel 1990 ha ripreso il ruolo di Rodolfo, al fianco di Cheryl Barker nel ruolo di Mimì, in una nuova produzione de La bohème per The Australian Opera, diretta da Baz Luhrmann; questa diventò una delle produzioni di maggior successo della compagnia. È stato filmato durante la sua stagione di ritorno del 1993 e trasmesso più volte su ABC TV. Pubblicato in VHS nel 1994, sarebbe diventata la prima opera disponibile in DVD (1998) e continua a essere un best seller in tutto il mondo.
I ruoli di Hobson di Gilbert e Sullivan con Opera Australia, comprendono Nanki-Poo in The Mikado, Marco Palmieri in The Gondoliers, Ralph Rackstraw in H.M.S. Pinafore e l'imputato in Trial by Jury.
Hobson è tornato al ruolo di Frederic nella produzione da record dell'Opera Australia di The Pirates of Penzance con stagioni nel 2006 a Sydney alla Sydney Opera House, a Canberra e a Brisbane al Lyric Theatre, Queensland Performing Arts Centre. Il tour nazionale è proseguito nel 2007, con stagioni ad Adelaide e Melbourne, per un totale di 100 spettacoli in dieci mesi.
Il suo repertorio operistico si estende dalle opere del XVII secolo a oggi, la voce da tenore lirico acuto di Hobson (in realtà è un raro tenore haute-contre o barocco) è più adatta alle opere barocche e del bel canto del XVIII secolo e dell'inizio del XIX secolo, come quelle composte da Mozart e Rossini. I suoi ruoli di Mozart comprendono Ferrando in Così fan tutte, Don Ottavio in Don Giovanni, Tamino in Il flauto magico e Belmonte in Il ratto dal serraglio. I suoi ruoli rossiniani includono Lindoro ne L'italiana in Algeri, Ramiro ne La Cenerentola, il Conte d'Almaviva ne Il barbiere di Siviglia, Dorvil ne La scala di seta e Florville ne Il signor Bruschino.
Molti altri ruoli hanno incluso Ernesto nel Don Pasquale di Donizetti, Nadir in I pescatori di perle di Bizet e un acclamato Orphée in Orfeo ed Euridice di Gluck (la versione parigina del 1774 per tenore, raramente eseguita).
Nel 2008 esordì nel ruolo di Nemorino ne L'elisir d'amore di Donizetti con la Victorian Opera e ha creato diversi ruoli nella loro prima stagione mondiale di Through the Looking Glass di Alan John.
Hobson ha creato il ruolo del Chevalier de Danceny nella prima mondiale della San Francisco Opera di The Dangerous Liaisons di Conrad Susa, così come l'Architetto in The Eighth Wonder di Alan John e Michael Chamberlain in Lindy di Moya Henderson per Opera Australia.
Nel 2006 ha cantato il ruolo principale in un concerto del Perth International Arts Festival di Candide di Leonard Bernstein e ha ricevuto recensioni entusiastiche. Poche settimane dopo ha avuto l'onore di cantare davanti a Elisabetta II e molti altri illustri ospiti, a una cena di stato a Canberra.
Hobson è un artista da concerto molto ricercato, che appare frequentemente nei recital di Musica Viva e negli oratori come il Messiah di Händel ed Elia di Mendelssohn, oltre a galà d'opera, recital e concerti da solista, mostrando sia il suo vasto repertorio classico sia quello più leggero. Dal 1991 si esibisce regolarmente nei concerti di Natale all'aperto a Sydney (Carols in the Domain) o Melbourne (Carols by Candlelight) e, in seguito, è apparso regolarmente in Christmas at the House alla Sydney Opera House. Nel febbraio 2008 ha fatto il suo esordio alla Leeuwin Estate Concert Series a Margaret River con il soprano australiano Yvonne Kenny, e a marzo è tornato a Mildura con un'altra partner fissa, Marina Prior, per cantare nell'Opera by the Lock. Lavorando attorno ai suoi impegni di opera, registrazione e TV, Hobson ha eseguito una serie di concerti tra aprile e settembre, apparendo a Melbourne e nel resto dello Stato di Victoria e, in occasione dell'uscita del suo CD, A Little Closer, si è esibito in due concerti al Sydney Opera House Concert Sala a novembre.
Il CD You'll Never Walk Alone di Hobson e del basso-baritono Teddy Tahu Rhodes è uscito nel febbraio 2009, seguito a marzo da un lungo tour di recital australiano. Uno dei recital era a Hobart e poche settimane dopo Hobson tornò per concerti con la Tasmanian Symphony Orchestra a Hobart e Launceston.
Gran parte della seconda metà del 2009 è stata dedicata alle tournée di Musica Viva, mentre dicembre è stato dedicato a un'altra esibizione del Messiah di Händel con la Royal Melbourne Philharmonic al Melbourne Town Hall, una stagione di Christmas at the House nella Sydney Opera House Concert Hall, e un'apparizione alla tradizionale celebrazione della vigilia di Natale di Melbourne, Carols by Candlelight, al Sydney Myer Music Bowl, trasmessa in televisione a livello nazionale.
Il programma 2010 di Hobson iniziò con un ritorno a Opera in the Alps a Beechworth, con Marina Prior, ed è proseguito con una replica nel ruolo del protagonista di Candide per la presentazione del concerto del Sydney Festival di Opera in the Domain (entrambi a gennaio); un altro recital con Teddy Tahu Rhodes ad Adelaide (marzo); e il ruolo principale di Eisenstein, che ha interpretato per l'ultima volta nel 2000, nella produzione dell'Opera Australia dell'operetta Il pipistrello di Johann Strauss II allo State Theatre, Arts Centre Melbourne, a maggio. Aprile ha visto l'esordio di Hobson come presentatore specializzato sul nuovo canale pay-TV STVDIO.
Hobson fece seguire la stagione di operetta tradizionale de Il pipistrello con qualcosa di completamente diverso quando apparve all'Adelaide Cabaret Festival nella sua opera teatrale Am I Really Here? nel giugno 2010 e una esecuzione dell'allestimento contemporaneo di Zender del Winterreise di Schubert al Brisbane Powerhouse a luglio. L'album in CD Singing for Love, una raccolta di lavori di Hobson e Yvonne Kenny, è stato pubblicato nel 2010 prima del tour di concerti a livello nazionale. Un anno impegnativo e vario si concluse con una serie di concerti in quattro Stati, tra cui tre esibizioni a Brisbane per la stagione del 25º anniversario di Spirit of Christmas al QPAC e un'apparizione regolamentare al Carols by Candlelight a Melbourne.
Il programma di Hobson per il 2011 includeva un concerto della West Australian Opera de Il pipistrello a Perth; una visita volante in Nuova Zelanda a marzo; una terza apparizione in concerto con il Victoria Welsh Choir a giugno; il suo esordio nel ruolo del Conte Danilo nella nuova produzione di Opera Australia de La vedova allegra di Lehár, seguita immediatamente da un altro tour nazionale di concerti con Teddy Tahu Rhodes e dalle esibizioni del Messiah di Händel con i Sydney Philharmonia Choirs and Orchestra alla Sydney Opera House Concert Hall. Ci fu un'altra compilation su CD, The Best of David Hobson e altri concerti da solista in diversi Stati.
Nel 2012 e nel 2013 Hobson è apparso come Caractacus Potts al fianco di Rachael Beck come Truly Scrumptious in una produzione itinerante australiana del musical Chitty Chitty Bang Bang.
La prima crociera australiana delle arti dello spettacolo sul Radiance of the Seas nel novembre 2014 includeva Hobson e, tra gli altri, Cheryl Barker, Colin Lane, Teddy Tahu Rhodes, Simon Tedeschi, Elaine Paige, Marina Prior e Jonathon Welch. Hobson ha fatto il suo esordio in compagnia per l'Opera Queensland in una rappresentazione teatrale del Candide di Bernstein nel 2015, diretto da Lindy Hume. Nello stesso anno si unì a Teddy Tahu Rhodes, Lisa McCune e Greta Bradman per un tour delle cinque capitali dello Stato australiano continentale e Auckland e Christchurch, in Nuova Zelanda, dove Jennifer Ward-Lealand sostituì McCune, da Broadway alla Scala.

### Altre attività
Hobson è stato il mentore della modella e conduttrice televisiva Erika Heynatz quando vinsero il reality show di canto Seven Network, It Takes Two nel 2006 e sono tornati nella stagione 2007 per collaborare con la celebrità Mimi Macpherson. Alla fine del 2007 Hobson è apparso in Dancing with the Stars serie 7, con lui e il suo mentore, Karina Schembri, finendo al terzo posto. Nel 2008 riprese il suo ruolo più familiare di mentore per vincere It Takes Two serie 3, con Julia Morris.
Nel 2000 Hobson è diventato il patrono inaugurale della Ballarat Arts Foundation, e continua in questo ruolo.
Alla fine di marzo 2008 Musica Viva Australia ha annunciato la nomina di Hobson come Ambasciatore di Musica Viva nelle scuole per un programma volto alla sensibilizzazione dell'importanza dell'educazione musicale nelle scuole australiane.

## Vita privata
La prima infanzia di Hobson trascorse a Ballarat con i genitori Kathleen e Phil e i fratelli Anne, Jane, Ruth e Fiona.
Incontrò sua moglie, la ballerina Amber Simpson, quando si esibirono insieme nel 1992 in L'italiana in Algeri. Si sono sposati nel 1997. Hanno due figli: una femmina, Madi (nata nel 1998) e un maschio, Sam (nato nel 2001).

## Premi e nomination
- Borsa di studio Dame Joan Sutherland 1988
- Candidato all'inaugurazione del Rémy Martin Australian Opera Award 1991
- Candidato al Sydney Theatre Critics' Award (Opera Performance) 1992
- Sydney Theatre Critics' Award per i ruoli di Rodolfo e Orphée 1993
- Performer operistico dell'anno (Mo Awards) 1994[36]
- The Melbourne Age Performing Arts Award per il ruolo di Orphée 1994
- Premio ARIA (The Australian Record Industry Association) per il miglior video musicale: Now Until the Break of Day 1998
- Nomination al Premio ARIA, miglior registrazione classica per Handel Arias 2002
- Nomination al Premio Internazionale di Registrazione The Handel Society ~ Handel Arias 2003[37]
- AFI (Australian Film Institute), APRA (Australian Performing Rights Association),[38] Nomination agli Inside Film Awards e al Film Critics Circle of Australia Award per la migliore colonna sonora, One Perfect Day 2004[39]
- Candidato ai Mo Awards 2008 (categoria Classica/Operatore d'opera)[40]
- Nominato ai Mo Awards 2009 (categoria Classica/Operatore d'opera)[41]
- Nomination all'ARIA Fine Arts Award, miglior album classico, You'll Never Walk Alone 2009
- Candidatura al premio ARIA Genre (ex Fine Arts), miglior album classico, Enchanted Way 2010

## Discografia
Molte delle esibizioni operistiche di Hobson sono disponibili su DVD e i suoi album su CD includono Inside This Room (una collaborazione con David Hirschfelder), Cinema Paradiso (canzoni dal film), Tenor and Baritone (con Anthony Warlow), The Exquisite Hour (una raccolta di brani di canzoni d'arte francesi) e The Promise (i suoi arrangiamenti di una selezione eclettica di brani musicali, pop, ecc. e due delle sue composizioni), che hanno raggiunto lo status di Gold entro tre settimane dall'uscita nel novembre 2007. Il suo album del 2008, A Little Closer, copre brani pop classici e presenta altre due sue composizioni. Il suo CD Enchanted Way, contenente principalmente canti popolari celtici delle isole britanniche, è stato pubblicato nel 2010.
- 1989: The Gondoliers, Australian Opera, DVD
- 1991: Don Giovanni, DVD
- 1993: La bohème with Cheryl Barker, directed by Baz Luhrmann, DVD
- 1994: Orfeo ed Euridice, DVD
- 1999: Inside This Room, lavoro di David Hirschfelder, CD
- 2000: French & Italian Arias, ABC Classics CD
- 2002: Handel Arias, ABC Classics CD
- 2004: One Perfect Day, 2 CDs, colonna sonora estesa del film One Perfect Day, incluso il tema One Perfect Day
- 2004: Cinema Paradiso, CD
- 2004: The Exquisite Hour – A French Collection, ABC Classics CD
- 2005: Lindy, Opera Australia, 2 CDs
- 2005: H.M.S. Pinafore, Trial by Jury, Opera Australia, DVD
- 2005: Tenor & Baritone, con Anthony Warlow, Skylark Records CD
- 2005: The Live Album, ABC Classics CD
- 2006: Presenting David Hobson, ABC Classics CD
- 2007: The Promise, ABC Classics CD
- 2008: A Little Closer, ABC Classics CD
- 2009: You'll Never walk Alone con Teddy Tahu Rhodes, ABC Classics CD
- 2010: The Pirates of Penzance, Opera Australia, DVD
- 2010: Enchanted Way, ABC Classics CD
- 2010: Singing for Love – Immortal Duets, Arias and Songs con Yvonne Kenny, CD
- 2011: Così fan tutte, DVD
- 2011: Best of David Hobson, ABC Classics CD
- 2012: Endless Days, ABC Classics CD
- 2013: Stars of Chitty Chitty Bang Bang con Rachael Beck, CD single
- 2014: My Baby Just Cares for Me con Rachael Beck, ABC Classics CD